# Stanisław Czycz
Stanisław Czycz (ur. 6 kwietnia 1929 w Gwoźdźcu, zm. 29 czerwca 1996 w Krakowie) – polski poeta i prozaik.

## Życiorys

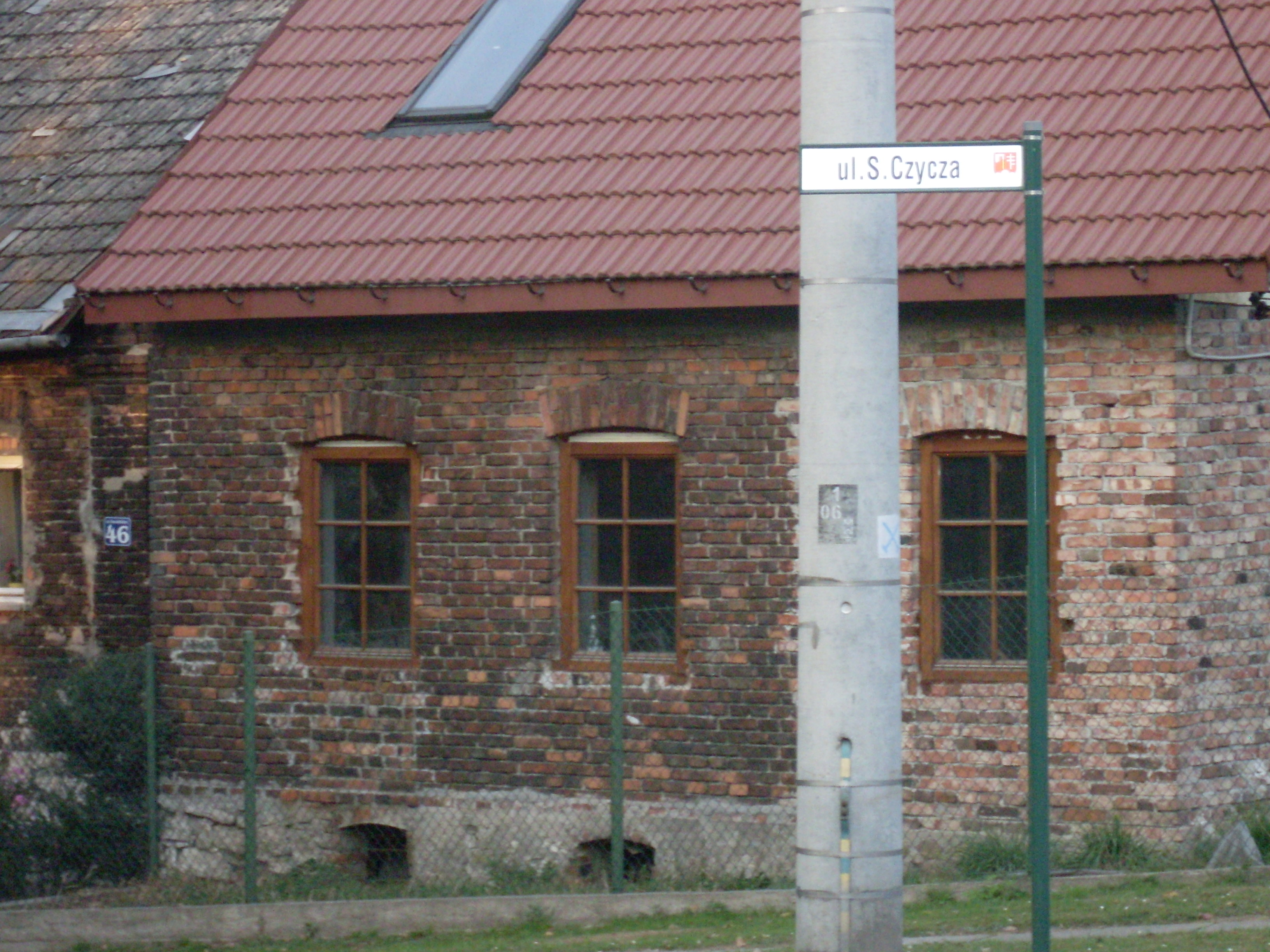
Rodzinny dom Stanisława Czycza w Nawojowej Górze – Gwoźdźcu, na granicy z Krzeszowicami (ulica jego imienia już w Krzeszowicach)

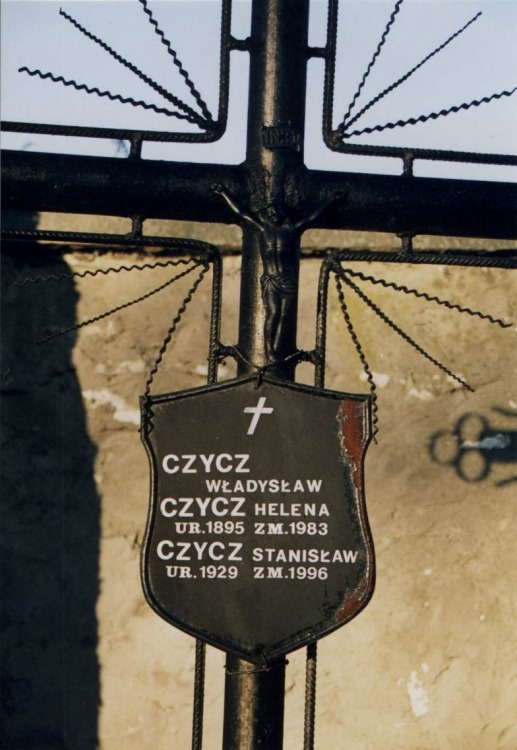
Tablica na grobie rodzinnym Stanisława Czycza, na cmentarzu w Krzeszowicach

Wszedł do literatury skandalem: chcąc zapisać się do ZLP przyniósł wiersze zakazanego wówczas w Polsce Miłosza i przedstawił je jako swoje. Po raz pierwszy jego wiersze opublikował Andrzej Bursa w "Od A do Z" – dodatku do "Dziennika Polskiego". Debiutował w 1955 w "Prapremierze pięciu poetów" na łamach krakowskiego "Życia Literackiego" (wraz z Mironem Białoszewskim, Zbigniewem Herbertem, Bohdanem Drozdowskim, Jerzym Harasymowiczem). Wiersze Czycza rekomendował Ludwik Flaszen.
Twórczość poetycka Czycza utrzymana jest w tonie katastroficzno-wizyjnym. Bohaterowie jego prozy to często jednostki zbuntowane przeciw konwenansom i ustalonym obyczajom. Największy rozgłos przyniosło mu poświęcone Bursie opowiadanie And ze zbioru Ajol (1967), pierwotnie opublikowane w kwietniowym numerze Twórczości z roku 1961.
Był zawsze poza wszelkimi układami środowiskowymi, a ciężka choroba (łuszczyca), na którą przez wiele lat cierpiał, przyczyniła się do jego izolacji od świata.
Na podstawie jego twórczości powstały trzy filmy fabularne:
- Pozwólcie nam do woli fruwać nad ogrodem (1974, na podstawie opowiadania And, reżyseria i scenariusz: Stanisław Latałło)
- Światło odbite (1989, na podstawie opowiadania And, reżyseria: Andrzej Titkow, scenariusz: Andrzej Titkow i Bronisław Maj)
- Nad rzeką, której nie ma (1991, na podstawie opowiadań ze zbioru Nim zajdzie księżyc, reżyseria i scenariusz: Andrzej Barański)

## Twórczość

### Poezje
- Tła (1957, Wydawnictwo Literackie)
- Berenais (1960, PIW)

### Proza
- Ajol (1967, Wydawnictwo Literackie, opowiadania)
- And (1967, Wydawnictwo Literackie, opowiadanie)
- Nim zajdzie księżyc (1968, Wydawnictwo Literackie, opowiadania)
- Pawana (1977, Wydawnictwo Literackie, powieść)
- Nie wiem, co ci powiedzieć (1983, Wydawnictwo Literackie, opowiadania)
- Nie wierz nikomu (1987, Wydawnictwo Literackie, powieść)
- Ajol i Laor (1996, Wydawnictwo Literackie, opowiadania)
- Arw (2007, Wydawnictwo Ha!art)
- Nie wierz nikomu (2016, Wydawnictwo Ha!art, powieść)

### Dzieła zebrane
- Wybór wierszy (1979, Wydawnictwo Literackie)
- Wiersze i proza (2001, Wydawnictwo Literackie)
- Wiersze wybrane (2014, WBPiCAK)

## Ekranizacje
- Nad rzeką, której nie ma
- Pozwólcie nam do woli fruwać nad ogrodem
- Światło odbite

## Monografie
- Kazimierz Wyka: Echo katastroficzne w: Rzecz wyobraźni (1977, Państwowy Instytut Wydawniczy)
- Krzysztof Lisowski: Stanisław Czycz, mistrz cierpienia (1997, Wydawnictwo Literackie)
- Jacek Rozmus: W okolicach arkadii Stanisława Czycza (2002, Wydawnictwo Naukowe Uniwersytetu Pedagogicznego w Krakowie)
- Stanisław Czycz w magazynie Ha!art (nr 9-10 (4.2001-1.2002))
- Dorota Niedziałkowska: Eksperyment symultaniczny w pisarstwie Stanisława Czycza (Lublin 2012, praca doktorska)
- Piotr Marecki: Czycz i filmowcy, czyli przyliteracki status kina polskiego, (2012, Korporacja Ha!art)